# Jesper Brodin
Jesper Brodin (Gotemburgo, 9 de noviembre de 1968) es un líder empresarial sueco y el director ejecutivo (CEO) de Ingka Group. Durante su carrera en IKEA, Brodin ha ocupado varios cargos, incluyendo asistente de Ingvar Kamprad, Gerente de Área de Negocios de Cocina y Comedor, así como director general de Range & Supply en Inter IKEA Group.

## Primeros años y educación
Nacido en 1968 en Gotemburgo, Suecia, Brodin se graduó con una Maestría en Ingeniería Industrial de la Universidad de Chalmers en 1994.

## Carrera
Brodin ha ocupado varios cargos dentro del Ingka Group. En 1995, Brodin se unió a IKEA como Gerente de Compras en Pakistán. Después de Pakistán, se convirtió en Gerente de Range & Supply en el Sudeste Asiático en 1997. En 1999, Brodin asumió el papel de asistente de Ingvar Kamprad y Anders Dahlvig, CEO de IKEA Group en ese momento. En 2008, Brodin se mudó a China para convertirse en Gerente Regional de Compras. En 2011 regresó a Suecia para servir como Gerente de Cadena de Suministro de IKEA en IKEA of Sweden, antes de convertirse en CEO de IKEA Range & Supply en 2013. Brodin sucedió a Peter Agnefjäll como CEO de Ingka Group en septiembre de 2017.

## Defensa del clima
En 2019, Brodin se unió a The B Team, una organización sin fines de lucro que aboga por la sostenibilidad ecológica y el humanitarismo en las prácticas empresariales globales. También es presidente de la World Economic Forum Alliance of CEO Climate Leaders, un comité de administradores corporativos que emplean estrategias empresariales conscientes del medio ambiente.

## Vida personal
Brodin vive en Helsingborg, Suecia. Está casado y tiene tres hijos, y ocupa su tiempo libre navegando y escuchando música.